# Yokota Shōkai
Yokota Shōkai (jap. 横田商会) – japońskie studio filmowe, założone w roku 1903 lub 1900 przez braci Einosuke i Masunosuke Yokota. Początkowo nosiło nazwę Yokota Kyōdai Shōkai ("Przedsiębiorstwo Braci Yokota"), przemianowane zostało później na Yokota Shōkai.
Powstało, aby dystrybuować francuskie filmy, skupowane przez Einosuke Yokotę. Popularność zyskało ok. 1904 r. wraz ze wzrostem zapotrzebowania na filmy o tematyce wojny rosyjsko-japońskiej. W 1908 r. firma produkowała już własne filmy. Współpracował z nią m.in. reżyser Shōzō Makino.
W 1912 r. wytwórnia weszła w skład Nikkatsu – trustu założonego przez kilka japońskich wytwórni.